# Squash-Asienmeisterschaft
Die Squash-Asienmeisterschaften sind die kontinentalen Meisterschaften Asiens im Squash. Sie werden sowohl im Einzel als auch im Doppel und mit der Mannschaft ausgetragen und finden alle zwei Jahre statt.

## Geschichte
Die Herren-Wettbewerbe wurden 1981 erstmals ausgetragen, die Damen-Wettbewerbe 1986. Rekordsieger in den Einzeln ist bei den Herren Ong Beng Hee mit vier Titeln, bei den Damen Nicol David mit acht Titeln, beide aus Malaysia. In den Mannschafts-Wettbewerben ist Pakistan mit 13 Titeln bei den Herren die führende Nation, bei den Damen ist es erneut Malaysia mit sieben Titeln.
Sämtliche Wettbewerbe wurden bis 2010 zur selben Zeit in einer einzigen Veranstaltung ausgetragen. Am häufigsten war bislang die malaysische Hauptstadt Kuala Lumpur Gastgeber. Da die Einzel-Wettbewerbe im Gegensatz zu den Mannschafts-Wettbewerben entgegen dem zweijährigen Turnus bereits 2011 statt 2012 ausgetragen wurden, unterschied sich auch erstmals das ausrichtende Land. Die Einzel 2011 fanden im malaysischen Penang statt, während die Mannschaftstitel in Kuwait vergeben wurden. 2024 wurden erstmals auch Wettbewerbe im Doppel ausgetragen.
Ausrichter der Meisterschaften ist die Asian Squash Federation.

## Asienmeister

### Einzel

#### Herren
Rekordsieger:
- Ong Beng Hee: 4 Titel (2000–2006)

| Jahr | Sieger               | Finalgegner            | Austragungsort |
| ---- | -------------------- | ---------------------- | -------------- |
| 2025 | Alex Lau             | Abdulla Mohd Al Tamimi | Kuching        |
| 2023 | Eain Yow Ng          | Velavan Senthilkumar   | Hongkong       |
| 2021 | Eain Yow Ng          | Yip Tsz-Fung           | Islamabad      |
| 2019 | Saurav Ghosal        | Leo Au                 | Kuala Lumpur   |
| 2017 | Max Lee              | Saurav Ghosal          | Chennai        |
| 2015 | Leo Au               | Abdullah Al Muzayen    | Kuwait         |
| 2013 | Aamir Atlas Khan     | Abdullah Al Muzayen    | Islamabad      |
| 2011 | Mohd Nafiizwan Adnan | Ong Beng Hee           | Penang         |
| 2010 | Mohd Azlan Iskandar  | Aamir Atlas Khan       | Chennai        |
| 2008 | Mohd Azlan Iskandar  | Ong Beng Hee           | Kuwait         |
| 2006 | Ong Beng Hee         | Mohd Azlan Iskandar    | Taiwan         |
| 2004 | Ong Beng Hee         | Mansoor Zaman          | Kuala Lumpur   |
| 2002 | Ong Beng Hee         | Mansoor Zaman          | Kuala Lumpur   |
| 2000 | Ong Beng Hee         | Mansoor Zaman          | Hongkong       |
| 1998 | Zarak Jahan Khan     | Kenneth Low            | Kuala Lumpur   |
| 1996 | Mir Zaman Gul        | Abdul Faheem Khan      | Amman          |
| 1994 | Zarak Jahan Khan     | Mir Zaman Gul          | Kuala Lumpur   |
| 1992 | Abdul Faheem Khan    | Zubair Jahan Khan      | Peschawar      |
| 1990 | Mir Zaman Gul        | Farhan Samiullah       | Kalkutta       |
| 1988 | Jahangir Khan        | Umar Hayat Khan        | Kuwait         |
| 1986 | Qamar Zaman          | Umar Hayat Khan        | Kuala Lumpur   |
| 1984 | Qamar Zaman          | Maqsood Ahmed          | Amman          |
| 1981 | Jahangir Khan        | Qamar Zaman            | Karatschi      |

#### Damen
Rekordsiegerinnen:
- Nicol David: 9 Titel (1998–2011, 2015)
- Mah Li Lian: 4 Titel (1988–1994)
- Joshna Chinappa: 2 Titel (2017, 2019)

| Jahr | Siegerin        | Finalgegnerin           | Austragungsort |
| ---- | --------------- | ----------------------- | -------------- |
| 2025 | Tomato Ho       | Rachel Arnold           | Kuching        |
| 2023 | Chan Sin-Yuk    | Sivasangari Subramaniam | Hongkong       |
| 2021 | Tong Tsz-Wing   | Rachel Arnold           | Islamabad      |
| 2019 | Joshna Chinappa | Annie Au                | Kuala Lumpur   |
| 2017 | Joshna Chinappa | Dipika Pallikal         | Chennai        |
| 2015 | Nicol David     | Annie Au                | Kuwait         |
| 2013 | Annie Au        | Low Wee Wern            | Islamabad      |
| 2011 | Nicol David     | Annie Au                | Penang         |
| 2010 | Nicol David     | Rebecca Chiu            | Chennai        |
| 2008 | Nicol David     | Rebecca Chiu            | Kuwait         |
| 2006 | Nicol David     | Rebecca Chiu            | Taiwan         |
| 2004 | Nicol David     | Sharon Wee              | Kuala Lumpur   |
| 2002 | Nicol David     | Rebecca Chiu            | Kuala Lumpur   |
| 2000 | Nicol David     | Rebecca Chiu            | Hongkong       |
| 1998 | Nicol David     | Sandra Wu               | Kuala Lumpur   |
| 1996 | Leong Siu Lynn  | Misha Grewal            | Amman          |
| 1994 | Mah Li Lian     | Sandra Wu               | Kuala Lumpur   |
| 1992 | Mah Li Lian     | Sandra Wu               | Peschawar      |
| 1990 | Mah Li Lian     | Dawn Olsen              | Kalkutta       |
| 1988 | Mah Li Lian     | Dawn Olsen              | Kuwait         |
| 1986 | Julie Hawkes    | Teresa Brooke           | Kuala Lumpur   |

### Doppel

#### Herren
| Jahr | Sieger                           | Finalgegner                    | Austragungsort |
| ---- | -------------------------------- | ------------------------------ | -------------- |
| 2025 | Abhay Singh Velavan Senthilkumar | Noor Zaman Nasir Iqbal         | Kuching        |
| 2024 | Abhay Singh Velavan Senthilkumar | Ong Sai Hung Mohd Syafiq Kamal | Johor          |

#### Damen
| Jahr | Siegerinnen                  | Finalgegnerinnen         | Austragungsort |
| ---- | ---------------------------- | ------------------------ | -------------- |
| 2025 | Joshna Chinappa Anahat Singh | Ainaa Amani Xin Ying Yee | Kuching        |
| 2024 | Aifa Azman Aira Azman        | Ainaa Amani Chan Yiwen   | Johor          |

#### Mixed
| Jahr | Sieger                      | Finalgegner                         | Austragungsort |
| ---- | --------------------------- | ----------------------------------- | -------------- |
| 2025 | Anahat Singh Abhay Singh    | Rachel Arnold Ameeshenraj Chandaran | Kuching        |
| 2024 | Joshna Chinappa Abhay Singh | Tong Tsz-Wing Tang Ming-Hong        | Johor          |

### Mannschaft

#### Herren
Rangliste der Asienmeister-Nationen:
- Pakistan: 15 Titel (1981–1998, 2002, 2004, 2010, 2012, 2014, 2016)
- Malaysia: 5 Titel (2000, 2006, 2008, 2021, 2024)
- Hongkong: 1 Titel (2018)
- Indien: 1 Titel (2022)

| Jahr | Sieger   | 2. Platz | 3. Platz          | 4. Platz  | Austragungsort |
| ---- | -------- | -------- | ----------------- | --------- | -------------- |
| 2024 | Malaysia | Hongkong | Pakistan Japan    | −         | Dalian         |
| 2022 | Indien   | Kuwait   | Hongkong Malaysia | −         | Cheongju       |
| 2021 | Malaysia | Indien   | Hongkong Japan    | −         | Kuala Lumpur   |
| 2018 | Hongkong | Pakistan | Malaysia Iran     | −         | Cheongju       |
| 2016 | Pakistan | Hongkong | Japan Indien      | −         | Taipeh         |
| 2014 | Pakistan | Malaysia | Kuwait Indien     | −         | Hongkong       |
| 2012 | Pakistan | Indien   | Kuwait Malaysia   | −         | Kuwait         |
| 2010 | Pakistan | Malaysia | Indien            | Kuwait    | Chennai        |
| 2008 | Malaysia | Kuwait   | Pakistan          | Indien    | Kuwait         |
| 2006 | Malaysia | Pakistan | Kuwait            | Indien    | Taiwan         |
| 2004 | Pakistan | Malaysia | Indien            | Kuwait    | Kuala Lumpur   |
| 2002 | Pakistan | Malaysia | Hongkong          | Indien    | Kuala Lumpur   |
| 2000 | Malaysia | Pakistan | Hongkong          | Indien    | Hongkong       |
| 1998 | Pakistan | Malaysia | Hongkong          | Indien    | Kuala Lumpur   |
| 1996 | Pakistan | Hongkong | Malaysia          | Jordanien | Amman          |
| 1994 | Pakistan | Malaysia | Hongkong          | Indien    | Kuala Lumpur   |
| 1992 | Pakistan | Hongkong | Malaysia          | Singapur  | Peschawar      |
| 1990 | Pakistan | Singapur | Indien            | Kuwait    | Kalkutta       |
| 1988 | Pakistan | Singapur | Malaysia          | Jordanien | Kuwait         |
| 1986 | Pakistan | Singapur | Indien            | Malaysia  | Kuala Lumpur   |
| 1984 | Pakistan | Singapur | Indien            | Malaysia  | Amman          |
| 1981 | Pakistan | Indien   | Singapur          | Malaysia  | Karatschi      |

#### Damen
Rangliste der Asienmeister-Nationen:
- Malaysia: 11 Titel (1992, 1996, 1998, 2002–2008, 2014, 2016, 2021, 2024)
- Hongkong: 5 Titel (1986, 2000, 2010, 2018, 2022)
- Singapur: 3 Titel (1988, 1990, 1994)
- Indien: 1 Titel (2012)

| Jahr | Sieger   | 2. Platz | 3. Platz          | 4. Platz  | Austragungsort |
| ---- | -------- | -------- | ----------------- | --------- | -------------- |
| 2024 | Malaysia | Hongkong | Japan Südkorea    | −         | Dalian         |
| 2022 | Hongkong | Malaysia | Indien Südkorea   | −         | Cheongju       |
| 2021 | Malaysia | Hongkong | Indien Japan      | −         | Kuala Lumpur   |
| 2018 | Hongkong | Südkorea | Japan Malaysia    | −         | Cheongju       |
| 2016 | Malaysia | Indien   | Japan Hongkong    | −         | Taipeh         |
| 2014 | Malaysia | Hongkong | Japan Indien      | −         | Hongkong       |
| 2012 | Indien   | Hongkong | Malaysia Südkorea | −         | Kuwait         |
| 2010 | Hongkong | Indien   | Malaysia          | Südkorea  | Chennai        |
| 2008 | Malaysia | Hongkong | Japan             | Südkorea  | Kuwait         |
| 2006 | Malaysia | Hongkong | Japan             | Südkorea  | Taiwan         |
| 2004 | Malaysia | Hongkong | Japan             | Indien    | Kuala Lumpur   |
| 2002 | Malaysia | Indien   | Hongkong          | Japan     | Kuala Lumpur   |
| 2000 | Hongkong | Malaysia | Japan             | Singapur  | Hongkong       |
| 1998 | Malaysia | Singapur | Hongkong          | Japan     | Kuala Lumpur   |
| 1996 | Malaysia | Hongkong | Singapur          | Indien    | Amman          |
| 1994 | Singapur | Malaysia | Japan             | Hongkong  | Kuala Lumpur   |
| 1992 | Malaysia | Singapur | Indien            | Sri Lanka | Peschawar      |
| 1990 | Singapur | Hongkong | Indien            | Malaysia  | Kalkutta       |
| 1988 | Singapur | Hongkong | Malaysia          | Bahrain   | Kuwait         |
| 1986 | Hongkong | Singapur | Japan             | Malaysia  | Kuala Lumpur   |